# Белен (Саксонија)
Белен (њем. Böhlen) град је у њемачкој савезној држави Саксонија. Једно је од 41 општинског средишта округа Лајпциг. Према процјени из 2010. у граду је живјело 6.886 становника. Посједује регионалну шифру (AGS) 14729040.

## Географски и демографски подаци
Белен се налази у савезној држави Саксонија у округу Лајпциг. Град се налази на надморској висини од 126 метара. Површина општине износи 24,6 km².

## Становништво
У самом граду је, према процјени из 2010. године, живјело 6.886 становника. Просјечна густина становништва износи 280 становника/km².

## Међународна сарадња
| Мјесто | Држава    | Врста сарадње | Од    |
| ------ | --------- | ------------- | ----- |
|        | Француска | партнерство   | 1974. |
| Извор  |           |               |       |